# Biharlonka község
Biharlonka község (románul: Comuna Lunca) község Bihar megyében, Romániában. Központja Biharlonka, beosztott falvai Berhény, Határ, Susd, Szegyesd, Szerbesd.

## Népessége
A 2011-es népszámlálás adatai alapján a község népessége 2887 fő volt.